# Омбре
„Омбре“ е български игрален филм от 2014 г. на режисьора Захари Паунов.
Филмът е създаден по едноименния роман на Емил Тонев и е дебют в пълнометражното игрално кино за Захари Паунов като режисьор. Определен е от създателите си като „балкански трагикомичен ийстърн“ – история за приятелство, толерантност и любов и невъзможната им съвместимост на Балканите. Премиерата на филма е на 20 февруари 2015 г.

## Актьорски състав
Роли във филма изпълняват актьорите:
- Валери Йорданов – Ангел
- Стефка Янорова – Надя
- Любомир Бъчваров – Йоан „Пастора“
- Иван Ранков – Омбре
- Калин Вельов – брадясалият
- Димитър Димитров – Бранко
- Антонио Димитрикски – Любчо
- Бисер Маринов – Роберт
- Борислав Стоилов – Стойко
- Димитър Терзиев – Ахмед
- Диана Костова – момиче 17 г.
- Летисия Моралес – дете момиче голямо
- Ния Терзиева – дете, момиче малко
- Джорджи Моралес – дете, момче
- Анатоли Божинов – мутра 1
- Теодор Толев – мутра 2
- Веселин Ранков – консултант Омбре

## Награди
- 2014 г. филмът получава диплом за индивидуално постижение за цялостно актьорско изпълнение на кинофестивала „Златна роза“.[2]